# ملعب سينتيناريو (ريزيستانسيا)
ملعب سينتيناريو (بالإنجليزية: (Estadio Centenario (Resistencia)‏ هو ملعب كرة قدم يقع في ريزيستانسيا، شاكو، الأرجنتين، يتسع لـ 25,000 متفرج.

## التاريخ
افتتح الملعب في مايو 24, 2011.